# European Masters
De European Masters was een professioneel snookertoernooi. In augustus 2023 werd de voorlopig laatste editie gehouden. Het toernooi begon in 1989 als European Open, omdat er op dat moment nog geen toernooien waren buiten het Verenigd Koninkrijk. Het toernooi verloor z'n rankingstatus in 1997 en viel daarna als het ware uiteen in drie andere toernooien, die elk een of twee jaar voor de ranking telden: de German Open (Duitsland), de Irish Open (Ierland - zie ook Irish Masters) en de Malta Grand Prix (Malta). In 2001 werden deze drie toernooien weer samengevoegd tot de European Open, die meteen weer de rankingstatus had.
In 2004 viel het doek dan echter definitief over het toernooi; de opvolger werd de Malta Cup. Het toernooi keerde na een reorganisatie terug op de kalender in het seizoen 2016/2017 onder de naam European Masters. Deze editie werd gehouden in Boekarest.
Seizoen 2017/2018 en 2018/2019 was Lommel gaststad.

## Winnaars
| Seizoen                                                             | Winnaar                 | Winnaar                 | Verliezend finalist     | Verliezend finalist     | Score                   |
| European Open (ranking)                                             | European Open (ranking) | European Open (ranking) | European Open (ranking) | European Open (ranking) | European Open (ranking) |
| ------------------------------------------------------------------- | ----------------------- | ----------------------- | ----------------------- | ----------------------- | ----------------------- |
| 1988/1989                                                           | John Parrott            | ENG                     | Terry Griffiths         | WAL                     | 9-8                     |
| 1989/1990                                                           | John Parrott            | ENG                     | Stephen Hendry          | SCO                     | 10-6                    |
| 1990/1991                                                           | Tony Jones              | ENG                     | Mark Johnston-Allen     | ENG                     | 9-7                     |
| 1991/1992                                                           | Jimmy White             | ENG                     | Mark Johnston-Allen     | ENG                     | 9-3                     |
| 1992/1993                                                           | Steve Davis             | ENG                     | Stephen Hendry          | SCO                     | 10-4                    |
| 1993/1994                                                           | Stephen Hendry          | SCO                     | Ronnie O'Sullivan       | ENG                     | 9-5                     |
| 1994/1995                                                           | Stephen Hendry          | SCO                     | John Parrott            | ENG                     | 9-3                     |
| 1995/1996                                                           | John Parrott            | ENG                     | Peter Ebdon             | ENG                     | 9-7                     |
| 1996/1997                                                           | John Higgins            | SCO                     | John Parrott            | ENG                     | 9-5                     |
| Irish Open (ranking)                                                |                         |                         |                         |                         |                         |
| 1997/1998                                                           | Mark Williams           | WAL                     | Alan McManus            | SCO                     | 9-4                     |
| European Open (ranking)                                             |                         |                         |                         |                         |                         |
| 2001/2002                                                           | Stephen Hendry          | SCO                     | Joe Perry               | ENG                     | 9-2                     |
| 2002/2003                                                           | Ronnie O'Sullivan       | ENG                     | Stephen Hendry          | SCO                     | 9-6                     |
| 2003/2004                                                           | Stephen Maguire         | SCO                     | Jimmy White             | ENG                     | 9-3                     |
| Van 2005 t/m 2008 was de Malta Cup de opvolger van de European Open |                         |                         |                         |                         |                         |
| European Masters (ranking)                                          |                         |                         |                         |                         |                         |
| 2016/2017                                                           | Judd Trump              | ENG                     | Ronnie O'Sullivan       | ENG                     | 9-8                     |
| 2017/2018                                                           | Judd Trump              | ENG                     | Stuart Bingham          | ENG                     | 9-7                     |
| 2018/2019                                                           | Jimmy Robertson         | ENG                     | Joe Perry               | ENG                     | 9-6                     |
| 2019/2020                                                           | Neil Robertson          | AUS                     | Zhou Yuelong            | CHN                     | 9-0                     |
| 2020/2021                                                           | Mark Selby              | ENG                     | Martin Gould            | ENG                     | 9-8                     |
| 2021/2022                                                           | Fan Zhengyi             | CHN                     | Ronnie O'Sullivan       | ENG                     | 10-9                    |
| 2022/2023                                                           | Kyren Wilson            | ENG                     | Barry Hawkins           | ENG                     | 9-3                     |
| 2023/2024                                                           | Barry Hawkins           | ENG                     | Judd Trump              | ENG                     | 9-6                     |